# Beycik
Beycik ist ein Dorf im türkischen Landkreis Kemer. Es liegt am südlichen Fuß des Tahtalı-Berges, 16 Kilometer südöstlich von Kemer und neun Kilometer östlich von Tekirova.
Die Haupteinnahmequellen bilden Ackerbau, Viehhaltung und Tourismus.

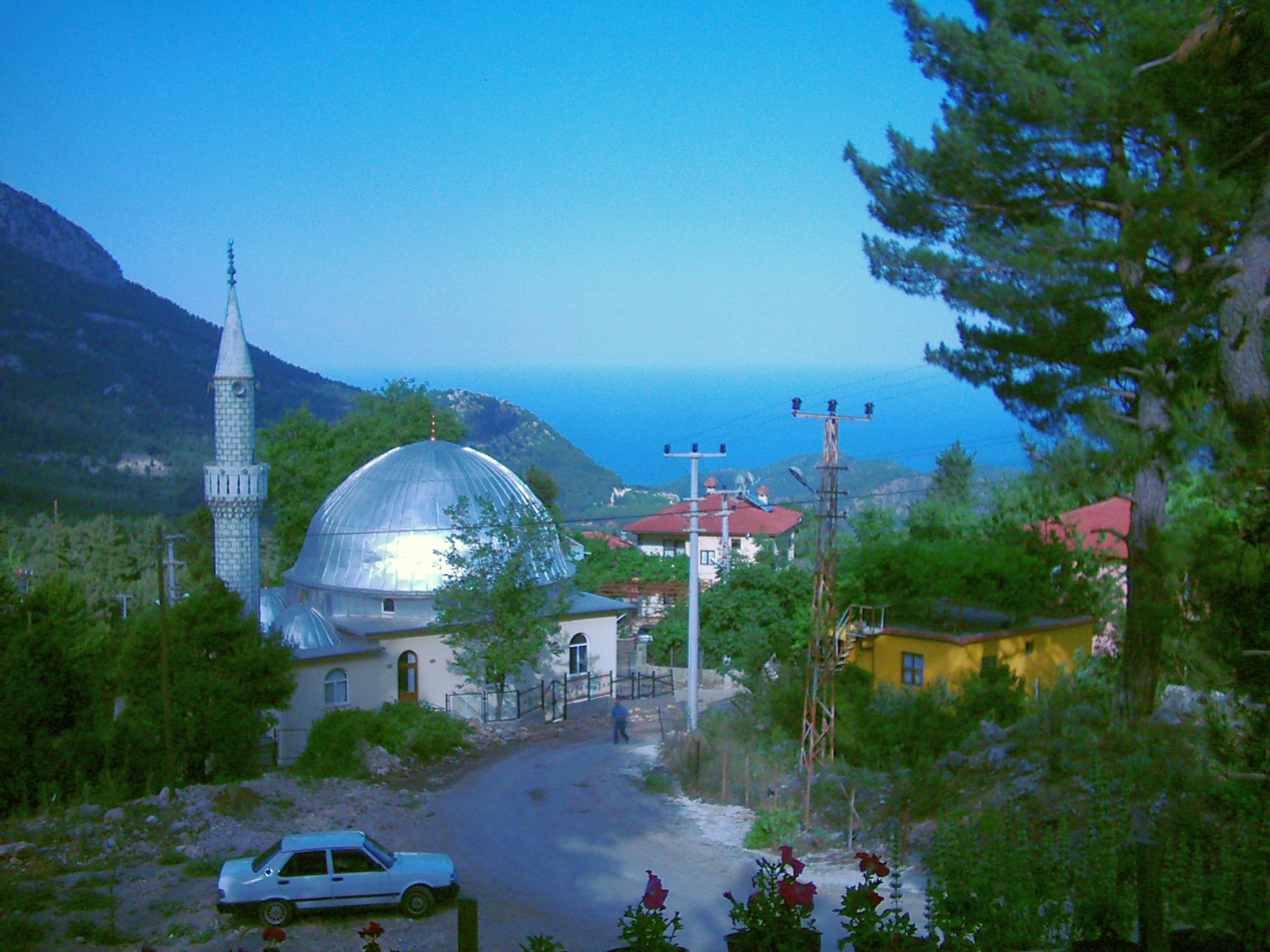
Meerblick vom oberen Beycik
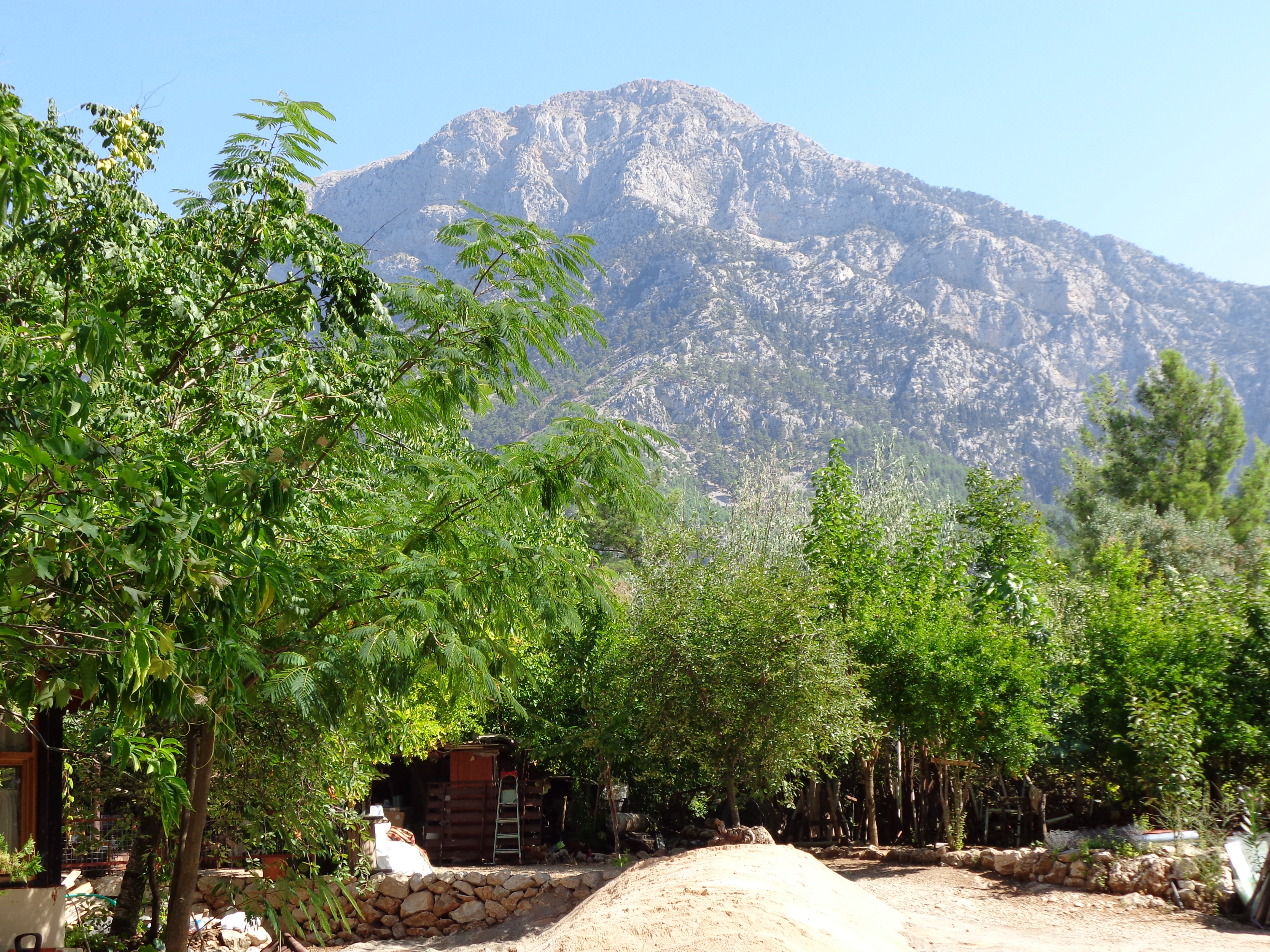
Berg Tahtali/Olympos
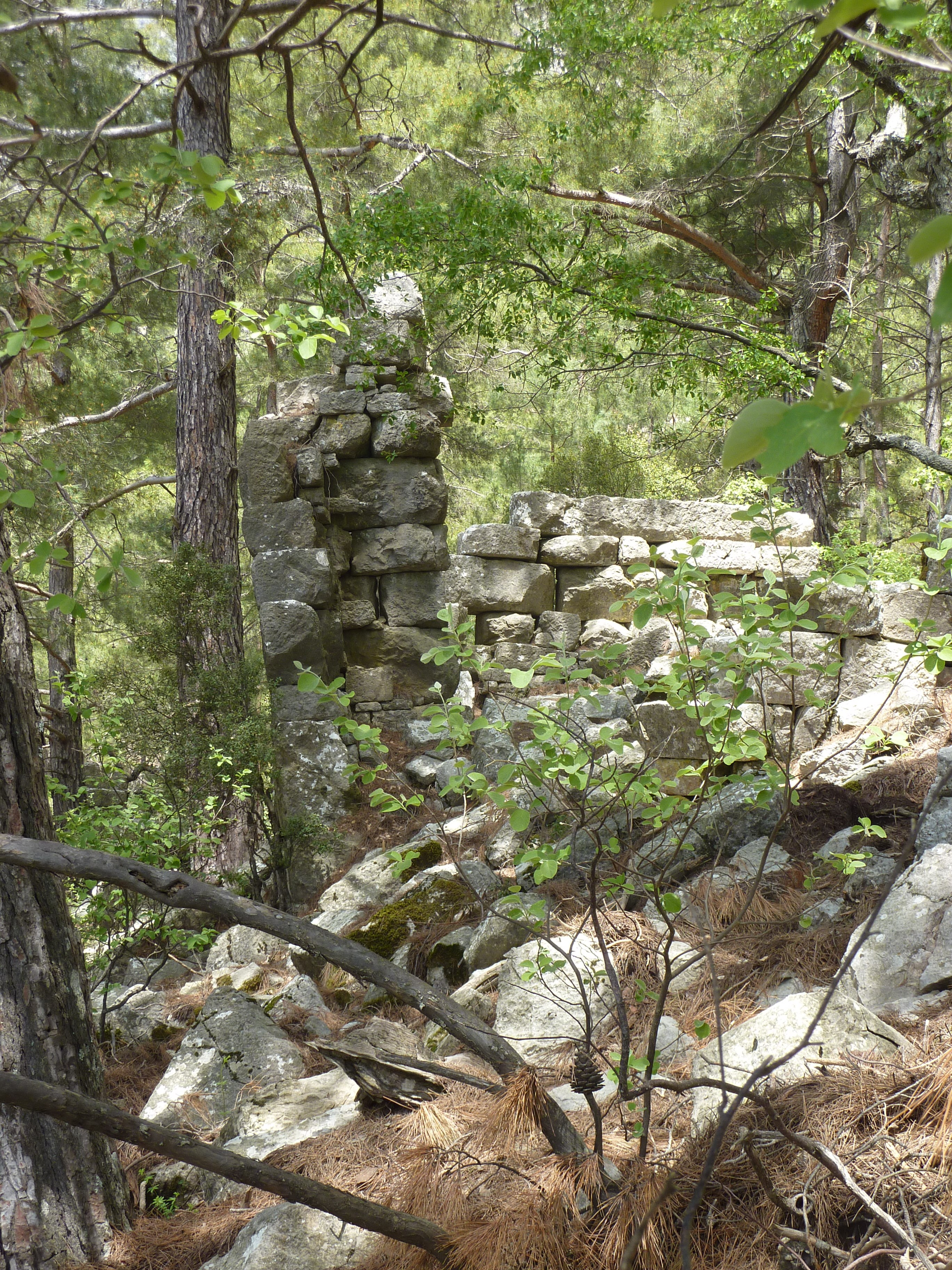
Die alte Stadt Laodikeia in Beycik

## Bevölkerungsentwicklung
| Bevölkerungsanzahl nach Jahren | Bevölkerungsanzahl nach Jahren |
| ------------------------------ | ------------------------------ |
| 2022                           | 531                            |
| 2013                           | 443                            |
| 2008                           | 317                            |
| 2000                           | 326                            |
| 1997                           | 298                            |